# Roman Sabiński
Roman Zdzisław Jerzy Sabiński (* 28. Dezember 1908 in Lemberg, Österreich-Ungarn; † 28. Juni 1978 in Manchester, Vereinigtes Königreich) war ein polnischer Eishockeyspieler.

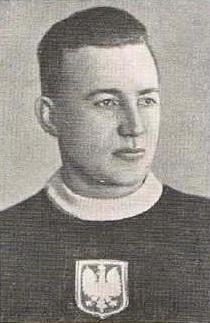
Roman Sabiński im Nationaltrikot

## Karriere
Roman Sabiński arbeitete als Polizist und später Buchhalter. Als Eishockeyspieler lief er in seiner Heimatstadt für Pogoń Lwów auf. Mit der Mannschaft gewann er in der Saison 1932/33 den polnischen Meistertitel.

### International
Für die polnische Eishockeynationalmannschaft nahm Sabiński unter anderem an den Olympischen Winterspielen 1932 in Lake Placid teil. Zuvor hatte er mit Polen bei der Europameisterschaft 1929 die Silbermedaille gewonnen. Insgesamt bestritt er 35 Länderspiele für sein Heimatland.

## Erfolge und Auszeichnungen
- 1929 Silbermedaille bei der Europameisterschaft
- 1933 Polnischer Meister mit Pogoń Lwów